# Cross Timbers (Missouri)
Cross Timbers – miasto w Stanach Zjednoczonych, w stanie Missouri, w hrabstwie Hickory.